# 헤처
138/2번 특수목적차량 38호 구축전차 헤처(독일어: Jagdpanzer 38 Hetzer, Sd.Kfz. 138/2)는 1943년 독일에 의해 개발되어 1944년부터 실전 투입된 경구축전차로 38(t) 전차의 차체에 75mm pak39 L/48 대전차포를 탑재하여 만들었다. 낮은 차체 덕분에 방어, 매복 같은 상황에서 주로 사용되었다.

## 개발
1943년 3월 당시 기갑 총감이였던 하인츠 구데리안은 여러 가지 전차를 만드는 것보다 믿을만한 전차와 구축전차 몇 종류만 집중생산 하는 것이 현명하다고 주장하였으나, 3호 돌격포의 공장이 1943년 11월에 폭격당해서 생산이 몇 달 중단되는 바람에 일단 4호 전차의 차대로 4호 돌격포를 생산하고, 38(t)전차와 마르더 3를 생산했던 체코의 스코다에도 동급 구축전차의 생산이 가능한지 질문하게 된 것이 헤처의 시작이되었다. 
마르더 3의 차체로 활용되고 있던 38(t) 전차의 차체가 새롭게 개발될 구축전차의 차체로 채택되어 Leichtes Sturmgeschutz 38(t)로 명명되었다. (헤처라는 이름은 병사들의 별명이었지만, 히틀러에게 보고되는 공식적인 문서에도 발견되는 "미끼"라는 뜻의 이름이다.) 마르더 3의 차대는 좁아서 차내에 75mm 포를 탑재할 수 없었기 때문에 마르더 3의 3가지 형태가 모두 차체의 상부에 76.2mm 포나 75mm 포를 탑재하는 형식이었지만, 헤처는 차대의 양쪽 벽을 15도 정도 벌려 넓힘으로서 75mm 포를 차내에 탑재하는 것에 성공해서 1944년 3월 첫 시제품이 완성되었다. 판터 이후 모든 독일 장갑은 경사장갑을 채택해서 60mm 의 장갑판이 피탄능력이 높은 60도의 경사로 용접되었다. 경사 때문에 수평에서 발사된 적의 대전차탄이 60도로 눕혀진 60mm 장갑을 관통하기 위해서는 티거의 전면장갑 100mm 보다 두꺼운 120mm를 통과해야 했다. 차량의 무게는 마르더의 10톤에서 15톤으로 늘어났기 때문에 캐터필러 링크의 넓이도 293mm에서 350mm 로 넓혀서 접지면적을 넓혔다. 1944년 봄 헤처의 시작형은 앞쪽이 10cm정도 더 낮았다. 두터운 60mm장갑과 그 장갑에 부착된 75mm 포, 그리고 앞쪽에 장착된 변속기의 무게 때문이었다. 처음부터 서스펜션은 마르더보다 넓은 판스프링을 사용했지만 44년 늦여름부터는 앞쪽 서스펜션의 개별 판 스프링의 두께가 7mm에서 9mm로 강화된다. 변속기의 중앙 위치 때문에 포는 오른쪽으로 치우쳐서 장착되는 바람에 초기에 계획했던 좌 15도 우 15도 합 30도의 발사 각도는 불가능해져서 좌 4도 우 11도로 제한이 되었다. 이 때문에 발포를 위해서 차체를 돌려야 했기 때문에 기어에 무리가 생겨, 45년 1월경에는 변속기의 기어비율도 1:7.3에서 1:8로 낮추어져서 기어의 파손을 막았다. 측면의 20mm 장갑은 이미 전선에서 은퇴한 2호 전차 F형의 20mm 측면장갑과 같은 두께였기 때문에 전장에서는 항상 위협을 앞으로 받아들이는 것이 중요했지만, 햇치를 닫는 경우 우측을 관측하는 것이 불가능했다. 이러한 관측의 문제 때문에 3호 돌격포나 페르디난드 구축전차도 처음에는 전면 잠망경 하나가 후기형에는 360도 관측이 가능한 형태로 바뀌었다. 마찬가지로 해처의 개량형도 전차장의 잠망경이 좌우로 회전할 수 있도록했으나, 개량형은 실전에 투입되지 않았다. 
시제품 완성 3개월 후인 1944년 6월부터 양산을 시작하여 독일 패전까지 11개월 간 총 2584대를 생산하면서 마르더 3 시리즈를 성공적으로 대체하고, 전쟁 말기에는 가장 흔히 발견되는 전투차량으로 두각을 드러내게 되었다. 
독일 패전 이후 체코슬로바키아에서 생산하기도 하였으며, 스위스에서 헤처를 채용하며 엔진을 교환해서 G-13으로 명명하여 1970년까지 사용한다.

## 실전
4호 전차 후기형의 주포와 3호 돌격포, 4호 돌격포와 동격의 화력을 가진 75mm pak39 L/48 대전차포를 탑재한 헤처는 연합군의 중(中)전차를 상대하기 충분한 위력을 가지고 있었고 60mm 전면장갑은 60도의 경사가 주어지면서 전면 방어력도 우수했기 때문에 전쟁말기 방어전에 우수한 역할을 했다. 낮은 차체를 이용하여 매복에 능하였던 이 구축전차는 생산이 쉬운 구조를 가지고 있고 또 높은 기계적 신뢰성과 적절한 성능으로 헤처는 전쟁 후기 가장 많이 생산되는 구축전차였다. 
하지만 헤처도 단점이 없는 건 아니었는데 대표적으로 작은 차체로 인한 좁은 내부와 나쁜 가시성이 있었다. 특히 운전병의 경우 3호 돌격포처럼 직접적인 방탄유리를 통해서 운전을 하거나, 4호 돌격포처럼 전선이외에는 헷치를 열고 운전할 수 없이, 항상 잠망경을 써야 했다는 단점이 있었다. 또한 어느 전차와 마찬가지로 측면장갑은 항상 정면보다 얇기 때문에 차장이 적을 발견해서 두꺼운 정면장갑을 적을 향하게 하는 것이 무엇보다 중요했지만, 차장이 햇치를 닫으면 오른쪽을 전혀 볼 수 없었다는 점과 차장이 오른쪽 뒤로 배치되어 정면 아래의 관측이 어려웠다. 좁은 차대 때문에 포의 가동각이 좌로 5도 우로 11도로 너무 적었기에 빠르게 움직이는 표적을 조준하기 위해서 계속 차체를 움직여야 하는 등 여러 문제가 발생하였다. 또한 운전병, 조준병, 그리고 장탄/무전병이 왼쪽에 한줄로 배치되어 차량을 탈출해야하는 경우에는 3명 모두가 장탄병의 햇치 하나로 빠져나와야 했기에 생산 중기부터는 운전병의 머리 위로 핸들을 두개 설치하여 운전병의 탈출을 용이하게 하였다. 전통적으로 장탄병은 포의 오른쪽에 위치하는데, 장탄병이 왼쪽으로 배치된 것은 상당히 불편한 요소중의 하나였다. 
헤처의 편제는 독립 대전차대대의 2개 중대에 각 17대, 지휘소대에 5개 도합 22대로 이루어졌고, 척탄병사단, 경척탄병사단, 산악사단마다 1개 대전차중대씩 편입될 예정이였다. 하지만 전쟁 말기 혼란으로 인하여 실제 편제가 어떻게 되었을지는 확인되지 않았다.

## 같이 보기
- 38(t) 전차
- 마르더 3
- 제2차 세계 대전 후 독일 전차